# ヴァイスの空
『ヴァイスの空』は、あさりよしとお原作、カサハラテツロー作画のSF漫画。

## 概要
学習研究社が出していた小学生向けの学習雑誌「4年の科学」2002年4月～2003年3月号に連載されていた。その後、2003年に学研ノーラコミックスから発売されたが、絶版。2009年、ジャイブから新装版が再版された。

## 登場人物
ヴァイス
主人公。腕白で好奇心旺盛な少年。本物の空を見たくて試行錯誤を繰り返していた矢先にノワールと出会う。
ネロ
もう1人の主人公。ヴァイスの友達の浮浪児。ヴァイスの「空が見たい」という夢を叶えるために上に登ろうとしては失敗する日々を繰り返していた。父親のシュヴァルツと二人暮らしだったが、一人で食糧調達できるようになったころに失踪している。実はシュヴァルツのクローン。
ノワール
ヒロイン。謎のメカ集団（黒ポリツァイ）を携えた、謎の少女。ヴァイスに夢を語られるが、「空なんてない」と反論する。なぜかネロを知っているらしい。
ルージュ
もう1人のヒロイン。ネロの「食い物がいっぱいあるところ」に行きたいという空気の読めない要請によって、森林豊かな場所でヴァイスやネロと出会う。ヤンチャな性格。実はヴァイス達よりもっと年上。